# 1285

## Починали
- 5 октомври – Филип III, крал на Франция
- 7 януари – Шарл I, основател на Анжу-Сицилианския дом на Анжуйската династия